# 浜田ピエール裕介
浜田 ピエール裕介（はまだ - ゆうすけ、1975年12月15日 - ）は、大阪府門真市出身の音楽プロデューサー、ギタリスト、ピアニスト、作曲家、編曲家。インディーズレーベルPIMrecords代表。クレジット等の表記は「pierre」「ピエール」。 P.I.MONSTERのギター。

## 略歴
幼少の頃からクラシックピアノを習う。
大阪府立四条畷高等学校時代にアマチュアバンドでドラムを担当する。
1995年に大阪市立大学経済学部入学。のちに中退。
1996年にP.I.MONSTERの母体となるバンドを結成。パートはギター。
1997年にすっぽんファミリーの一員として大阪城公園ストリートライブを開始。
2001年にP.I.MONSTERとしてSMEJからデビュー。ほぼ全ての楽曲の作曲を担当。このときの所属事務所はアミューズ。
2005年バンド解散後、作曲家、編曲家として活動する傍ら唄人羽・石井竜也・Amazing Carnival・時東ぁみなどのサポートメンバーとしてギター、ピアノを担当。
2014年にP.I.MONSTERを再結成。
2014年インディーズレーベル「PIMrecords」を設立。

## 提供作品
SKE48チームE
- 「Long long way home」（編曲）

アクア☆マジック
- 「Shinin’ Magic」（編曲） - プロバスケットチーム「島根スサノオマジック」ソング。

小片リサ
- 「Happyを止めないで」（編曲）

関ジャニ∞
- 「ズッコケ男道」（作曲）

遊助
- 「たんぽぽ」（作曲・編曲）
- 「I'll try my best」（作曲・編曲）
- 「処方箋」（作曲・編曲）

ココア男。
- 「Anniversary」（作曲）

zwei
- 「声」（作曲）

Chelip
- 「Che Che Chelip〜魔法のコトバ〜」（作曲・編曲）
- 「アシンメトリー」（作曲・編曲）
- 「恋愛至上主義」（作詞・作曲・編曲）
- 「アンデュトロア」（作詞・作曲・編曲）

ハロー!プロジェクト
- アンジュルム
  - 「わたし（福田花音）」（編曲）
  - 「汗かいてカルナバル」（編曲）
  - 「忘れてあげる」（編曲）
  - 「Uraha=Lover」（編曲）
  - 「天使の涙（中西香菜）」（編曲）
  - 「RED LINE」（編曲）
- こぶしファクトリー
  - 「急がば回れ」（編曲）
  - 「これからだ!」（編曲）
- Juice=Juice
  - 「シンクロ。」（編曲）
  - 「ポツリと」（編曲）
  - 「Mon Amour」（編曲）
  - 「Brilliance of memories（植村あかり）」（編曲）
- つばきファクトリー
  - 「I Need You 〜夜空の観覧車〜」（編曲）
- ハロプロ研修生
  - 「Hello! まっさらの自分」（編曲）
  - 「絶対アイドル宣言」（編曲）
- BEYOOOOONDS
  - 「そこらのやつとは同じにされたくない（雨ノ森 川海）」（編曲）
- モーニング娘。'15
  - 「今すぐ飛び込む勇気」（編曲）

ぷちます!
- 「あ・り・が・と・YESTERDAYS」（編曲）

宮本佳林
- 「氷点下」（編曲）
- 「氷点下(2019)」（編曲）

ゆるゆり
- 「クールナンバー」（共作曲・共編曲）
- 「キラキラ☆everyday」（作曲・共編曲）
- 「恋のダブルパンチ」（共編曲）
- 「よしなしOKI☆DOKI」（共編曲）
- 「赤座劇場」（編曲）

ユンナ
- 「Sunday」（作曲）

テレビ番組
- Mプロジェクト「みんなの声（うた）〜若いってすばらしい〜」
- テレビ東京系
  - 「音楽ば〜か」（番組音楽アレンジ）
  - 「歌の楽園」（番組音楽アレンジ）
  - 「プレミア音楽祭2012,2013」（番組音楽アレンジ）

### プロデュース
- 17September